# Goumoëns
Goumoëns, är en kommun i distriktet Gros-de-Vaud i kantonen Vaud, Schweiz. Kommunen har 1 212 invånare (2023).
Kommunen bildades 1 juli 2011 genom en sammanslagning av kommunerna Eclagnens, Goumoens-la-Ville och Goumoens-le-Jux.